# 奧雷留斯鎮區 (密西根州)
奧雷留斯鎮區（英語：Aurelius Township）是位於美國密西根州英厄姆縣的一個行政鎮區。

## 地方資料
奧雷留斯鎮區的面積為94.46平方千米，當中陸地面積為94.30平方千米，而水域面積為0.16平方千米。根據2020年美國人口普查的數據，當地共有人口4354人，而人口密度為每平方千米46.09人。